# Konstantin Ipsilanti
Konstantin Ipsilanti (romunsko Constantin Ipsilanti, grško starogrško Κωνσταντίνος Υψηλάντης, Konstantínos Ypsilantis) je bil sin Aleksandra Ipsilantija iz vplivne fanariotske družine, veliki dragoman Porte (1796-1799), gospodar  (knez) Moldavije (1799–1802) in Vlaške (1802-1806), * 1760, Istanbul, Osmansko cesarstvo,  † 24. junij 1816, Kijev, Rusko cesarstvo. 

## Osvobajanje Grčije izpod Osmanskega cesarstva
Ipsilanti se je pridružil zaroti za osvoboditev Grčije, po njenem odkritju pa je pobegnil na Dunaj. Sultan ga je pomilostil in ga leta 1799 imenoval za vladarja (gospodarja) Moldavije.  Po odstavitvi leta 1805 je pobegnil v Sankt Peterburg in se naslednje leto na čelu vojske 20.000 Rusov vrnil v Bukarešto, kjer je začel načrtovati nov poskus za osvoboditev Grčije. 

## Združitev Moldavije in Vlaške
Rusija je med svojo okupacijo Moldavije in Vlaške  začela leta 1806 spodbujati njuno začasno zvezo pod knezom Konstantinom Ipsilantijem. Njuna formalna združitev je bila načrtovana za leto 1830. Ipsilantijevi načrti so se s podpisom Tilsitskega miru porušili in leta 1807 je z družino emigriral v Rusijo.

## Zapuščina
Ipsilanti je umrl v Kijevu, kjer je bil od leta 1807 komandant Pečerske trdnjave. Zapustili je pet sinov, od katerih sta Aleksander in Dimitrij igrala pomebno vlogo v grški vojni za neodvisnost.

## Sklic
1. ↑  Faceted Application of Subject Terminology
2. ↑  Leo van de Pas Genealogics — 2003.
3. ↑  East, str. 178.
4. ↑  East, str. 59.

## Vir
- East.  The Union of Moldavia and Wallachia, 1859 - An Episode in Diplomatic History. Thirlwall Prize Essay for 1927, Cambridge University Press (1929).

| Konstantin Ipsilanti Rojen: 1760 Umrl: 24. junij 1816 |                          |                            |
| Vladarski nazivi                                      |                          |                            |
| Predhodnik: Aleksander Kalimahi                       | Moldavski knez 1799–1801 | Naslednik: Aleksander Sucu |
| Predhodnik: Aleksander Sucu                           | Vlaški knez 1802–1806    | Naslednik: ruska okupacija |